# Горносталиха (Новосибирская область)
Горносталиха — деревня в Купинском районе Новосибирской области России. Входит в состав Лягушенского сельсовета.

## География
Площадь деревни — 30 гектаров.

## Население
| 2002 | 2007 | 2010 |
| ---- | ---- | ---- |
| 41   | ↘22  | ↘14  |

## Инфраструктура
В деревне, по данным 2016 года, функционирует хозяйство рыбака Сивого. Других учреждений и заведений (в том числе и магазинов) в деревне нет